# Hogna lufirana
Hogna lufirana är en spindelart som först beskrevs av Roewer 1960.  Hogna lufirana ingår i släktet Hogna och familjen vargspindlar.
Artens utbredningsområde är Kongo. Inga underarter finns listade i Catalogue of Life.